# Franz Anton Douqué
Franz Anton Douqué (* 26. September 1768 in Niederlahnstein; † 5. Januar 1851 ebenda) war ein deutscher Lahnschiffer und Politiker.
Douqué war der Sohn des Gastwirts „Zum Schwanen“ in Niederlahnstein und Gerichtsschöffen Anton Jacob Douqué (* 7. November 1731 in Niederlahnstein; † 29. November 1790 ebenda), dem Sohn des Anton Ludwig Douqué und der Anna Maria Dasquin. Die Mutter war Anna Elisabeth Pfeiffer (* ca. 1743/1744; † 28. März 1808 in Niederlahnstein).
Douqué, der katholischer Konfession war, heiratete am 30. September 1800 in Oberlahnstein Agnes Brauer (* 2. November 1777 in Oberlahnstein), die Tochter des Gastwirts Johannes Thomas Brauer und der Agnes Grell. Sein Neffe Daniel Douqué (1806–1891) war Lahnschiffer und ebenfalls Abgeordneter.
Douqué war von 1825 bis 1832 Mitglied der Deputiertenkammer des Nassauischen Landtags, gewählt aus der Gruppe der Grundbesitzer, Wahlkreis Wiesbaden. 1827 war er auf der Landtagssitzung nicht anwesend.